# Иоланда де Эно
Иоланда де Эно (фр. Yolande de Hainaut; 1175—1219) — императрица Латинской империи, жена императора Пьера де Куртене.

## Биография
Иоланда была дочерью графа Эно Бодуэна V, и графини Маргариты I Фландрской. Двое её братьев, Бодуэн Фландрский и Генрих де Эно были императорами Латинской империи. В 1193 вышла замуж за Пьера II де Куртене, графа Невера, Осера и Тоннера. В 1212 унаследовала маркграфство Намюрское, но, уезжая на восток, передала его своему старшему сыну Филиппу.
После смерти Генриха в 1216 году престол в Константинополе был предложен мужу Иоланды Пьеру II де Куртене. После коронации в Риме 9 апреля 1217 Иоланда поплыла на восток морем, а Пьер двинулся через Балканы по суше. Прибыв в Константинополь в июне 1217, она узнала, что муж пленен Эпирским деспотом. Иоланда стала править как регентша от имени Пьера. В том же году она родила сына — будущего императора Бодуэна II.
Чтобы укрепить положение империи, она выдала в 1217 свою дочь Агнесу за князя Ахайи Жоффруа де Виллардуэна, другую дочь — Марию — за никейского императора Феодора I Ласкариса.
С начала 1219, когда в Константинополе стало известно о гибели Пьера де Куртене, она правила, вероятно, от имени своего старшего сына Филиппа, вплоть до своей смерти в октябре 1219.

## Дети
- Маргарита де Куртене (1194—1270), замужем за 1) Раулем III, сиром д’Иссуден, 2) Генрихом I, графом де Вианден.
- Филипп II де Куртене (1195—1226), маркграф Намюрский.
- Сибилла (1197—1210), монахиня.
- Елизавета (1199 — после 1269), замужем за 1) Гоше, сыном Мийона III, графа де Бар-сюр-Сен, 2) (1220) Эдом Бургундским, сеньором де Монтажю.
- Иоланда де Куртене (1200—1233), замужем за Андрашем II, королём Венгрии.
- Роберт де Куртене (1201—1228), латинский император.
- Агнеса де Куртене (1202 — после 1247), замужем за Жоффруа II де Виллардуэном, князем Ахейским.
- Мария де Куртене (1204—1228), замужем за Феодором I Ласкарисом, никейским императором.
- Генрих II де Куртене (1206—1229), маркиз Намюрский.
- Элеонора (1208—1230), замужем за Филиппом I де Монфором, сеньором де Кастр.
- Констанция (1210—?), монахиня в Фонтевро.
- Бодуэн II де Куртене (1217—1273), латинский император.